# Mistrovství Evropy v judu 2015 – muži – pololehká váha (-66 kg)
Zápasy v judu na I. Evropský hrách / mistrovství Evropy v kategorii superlehkých vah mužů proběhly v Baku, 25. června 2015.

## Finále
| finále               |                      |
| -------------------- | -------------------- |
| Kamal Chan-Magomedov | Kamal Chan-Magomedov |
| Loïc Korval          | Kamal Chan-Magomedov |

## Opravy / O bronz
Poražení čtvrtfinalisté se utkávají mezi sebou v opravách. Vítězové oprav následně vyzvou poražené semifinalisty v boji o bronzovou medaili.
| opravy             | o bronz            |                  |
| ------------------ | ------------------ | ---------------- |
| Giorgi Zantaraia   | Nidžat Šichalizade | Michail Puljajev |
| Nidžat Šichalizade | Nidžat Šichalizade | Michail Puljajev |
|                    | Michail Puljajev   | Michail Puljajev |
| Sebastian Seidl    | Sebastian Seidl    | Sebastian Seidl  |
| Dmitrij Šeršaň     | Sebastian Seidl    | Sebastian Seidl  |
|                    | Sergiu Oleinic     | Sebastian Seidl  |

## Pavouk
|   | 1/32                 | 1/16                 | čtvrtfinále          | semifinále           | finále               |
| - | -------------------- | -------------------- | -------------------- | -------------------- | -------------------- |
| A | Giorgi Zantaraija    | Giorgi Zantaraija    | Giorgi Zantaraija    | Kamal Chan-Magomedov | Kamal Chan-Magomedov |
| A | Adrian Gomboc        | Giorgi Zantaraija    | Giorgi Zantaraija    | Kamal Chan-Magomedov | Kamal Chan-Magomedov |
| A | David Ramírez        | David Larose         | Giorgi Zantaraija    | Kamal Chan-Magomedov | Kamal Chan-Magomedov |
| A | David Larose         | David Larose         | Giorgi Zantaraija    | Kamal Chan-Magomedov | Kamal Chan-Magomedov |
| A | Kamal Chan-Magomedov | Kamal Chan-Magomedov | Kamal Chan-Magomedov | Kamal Chan-Magomedov | Kamal Chan-Magomedov |
| A | Marko Vukicevic      | Kamal Chan-Magomedov | Kamal Chan-Magomedov | Kamal Chan-Magomedov | Kamal Chan-Magomedov |
| A | Felícián Őri         | Baruch Šmajlov       | Kamal Chan-Magomedov | Kamal Chan-Magomedov | Kamal Chan-Magomedov |
| A | Baruch Šmajlov       | Baruch Šmajlov       | Kamal Chan-Magomedov | Kamal Chan-Magomedov | Kamal Chan-Magomedov |
| B | Colin Oates          | Colin Oates          | Sergiu Oleinic       | Sergiu Oleinic       | Kamal Chan-Magomedov |
| B | Kenneth Van Gansbeke | Colin Oates          | Sergiu Oleinic       | Sergiu Oleinic       | Kamal Chan-Magomedov |
| B | Sergiu Oleinic       | Sergiu Oleinic       | Sergiu Oleinic       | Sergiu Oleinic       | Kamal Chan-Magomedov |
| B | Andreas Krasas       | Sergiu Oleinic       | Sergiu Oleinic       | Sergiu Oleinic       | Kamal Chan-Magomedov |
| B | Nidžat Šichalizade   | Nidžat Šichalizade   | Nidžat Šichalizade   | Sergiu Oleinic       | Kamal Chan-Magomedov |
| B | Sinan Sandal         | Nidžat Šichalizade   | Nidžat Šichalizade   | Sergiu Oleinic       | Kamal Chan-Magomedov |
| B | Artem Naku           | Elio Verde           | Nidžat Šichalizade   | Sergiu Oleinic       | Kamal Chan-Magomedov |
| B | Elio Verde           | Elio Verde           | Nidžat Šichalizade   | Sergiu Oleinic       | Kamal Chan-Magomedov |
| C | Michail Puljajev     | Michail Puljajev     | Michail Puljajev     | Michail Puljajev     | Loïc Korval          |
| C | Tarlan Karimov       | Michail Puljajev     | Michail Puljajev     | Michail Puljajev     | Loïc Korval          |
| C | Emanuele Bruno       | Diogo Cesar          | Michail Puljajev     | Michail Puljajev     | Loïc Korval          |
| C | Diogo Cesar          | Diogo Cesar          | Michail Puljajev     | Michail Puljajev     | Loïc Korval          |
| C | Sebastian Seidl      | Sebastian Seidl      | Sebastian Seidl      | Michail Puljajev     | Loïc Korval          |
| C | Bence Zambori        | Sebastian Seidl      | Sebastian Seidl      | Michail Puljajev     | Loïc Korval          |
| C | Remus Lazea          | Jasper Lefevere      | Sebastian Seidl      | Michail Puljajev     | Loïc Korval          |
| C | Jasper Lefevere      | Jasper Lefevere      | Sebastian Seidl      | Michail Puljajev     | Loïc Korval          |
| D | Dmitrij Šeršaň       | Dmitrij Šeršaň       | Dmitrij Šeršaň       | Loïc Korval          | Loïc Korval          |
| D | Ilija Ciganović      | Dmitrij Šeršaň       | Dmitrij Šeršaň       | Loïc Korval          | Loïc Korval          |
| D | Sugoi Uriarte        | Sugoi Uriarte        | Dmitrij Šeršaň       | Loïc Korval          | Loïc Korval          |
| D | Ilias Avir           | Sugoi Uriarte        | Dmitrij Šeršaň       | Loïc Korval          | Loïc Korval          |
| D | Loïc Korval          | Loïc Korval          | Loïc Korval          | Loïc Korval          | Loïc Korval          |
| D | Aleksander Beta      | Loïc Korval          | Loïc Korval          | Loïc Korval          | Loïc Korval          |
| D | Golan Polak          | Golan Polak          | Loïc Korval          | Loïc Korval          | Loïc Korval          |
| D | Andraž Jereb         | Golan Polak          | Loïc Korval          | Loïc Korval          | Loïc Korval          |